# J. D. Dillard
Justin Dillard é um diretor, produtor e roteirista americano, mais conhecido por seu trabalho em Sleight (2016), Sweetheart (2019) e Devotion (2022).

## Infância
Dillard foi criado como um pirralho da Marinha, filho de Bruce e Geri Dillard. Seu pai era um oficial de vôo da Marinha e o segundo afro-americano selecionado para voar para os Blue Angels.

## Carreira
Em março de 2013, Dillard dirigiu um trailer do segundo álbum do Empire of the Sun, ' on the Dune. Em 2016, dirigiu o filme de drama policial de ficção científica Sleight, para a Blumhouse Tilt. De acordo com uma entrevista da /Film em 2017 com Dillard, um plano de refazer The Fly, de David Cronenberg, estava em sua fase inicial de negociações. Dillard revelou na entrevista que pode trabalhar com Alex Theurer, o co-roteirista do filme Sleight, para o remake: "Para mim - seria sobre The Fly, mas também é sobre Alex e minha abordagem aos remakes, porque o pós-Sleight tem sido a conversa sobre o que são grandes shows de estúdio - não importa o que aconteça, queremos começar com o personagem". Em janeiro de 2019, escreveu e dirigiu o filme de terror Sweetheart, estrelado por Kiersey Clemons. Em fevereiro de 2019, a Legendary Entertainment venceu uma guerra de lances por Mastering Your Past, que foi escrita por Dillard. Em setembro de 2019, dirigiu um episódio da série Two Sentence Horror Stories da The CW. Em dezembro de 2019, ele apareceu como Stormtrooper FN-1226 em Star Wars: The Rise of Skywalker.
Em 2020, dirigiu um episódio da minissérie da HBO The Outsider. Em fevereiro de 2020, Dillard estava em negociações para dirigir The Return of the Rocketeer, uma sequência do filme de 1991 The Rocketeer, que será lançado no serviço de streaming da Disney, Disney + e foi anexado ao projeto por vários anos. No mesmo mês, a Variety informou que o escritor de Dillard e Luke Cage, Matt Owens, estava desenvolvendo um filme de Guerra nas Estrelas, embora a Disney e a Lucasfilm nunca tenham feito um anúncio oficial. Em junho de 2020, Dillard dirigiu um episódio da série The Twilight Zone da CBS All Access. Em setembro de 2020, dirigiu um episódio da série Utopia, do Amazon Prime Video. Em fevereiro de 2021, dirigiu o filme de ação e guerra Devotion, estrelado por Jonathan Majors. Em maio de 2021, ele estava em negociações para dirigir uma filme de retomada ainda sem título do Superman para a DC Films. Em novembro de 2022, Dillard anunciou que não estava contratado para fazer filmes baseados em Star Wars, Rocketeer e Superman.

## Filmografia

### Filme
| Ano  | Título     | Diretor | Escritor | Produtor | Ref.   |
| ---- | ---------- | ------- | -------- | -------- | ------ |
| 2016 | Sleight    | Sim     | Sim      | Não      | [ 4 ]  |
| 2019 | Sweetheart | Sim     | Sim      | Não      | [ 18 ] |
| 2022 | Devotion   | Sim     | Não      | Não      | [ 16 ] |

| Ano  | Título                             | Episódio                    | Ref.   |
| ---- | ---------------------------------- | --------------------------- | ------ |
| 2019 | Histórias de terror em duas frases | "Trilogia: Viagem de Culpa" | [ 8 ]  |
| 2020 | The Outsider                       | "cabeça de raposa"          | [ 11 ] |
| 2020 | The Twilight Zone                  | "Tempo de inatividade"      | [ 14 ] |
| 2020 | Utopia                             | "Falar dói"                 | [ 15 ] |

### Ator
- Star Wars: The Rise of Skywalker (2019), papel: Stormtrooper FN-1226[9]

### Música
- Ice on the Dune (2013), dirigiu apenas o trailer do álbum[2]

## Elogios
Em janeiro de 2016, Dillard foi indicado ao Sundance Film Festival Awards 2016, na categoria "Best of Next!", por seu trabalho em Sleight. Em fevereiro de 2018, Dillard recebeu duas indicações ao Black Reel Awards de 2018, nas categorias "Melhor Cineasta Emergente" e "Melhor Primeiro Roteiro", também por seu trabalho em Sleight.